# Thonet-Museum

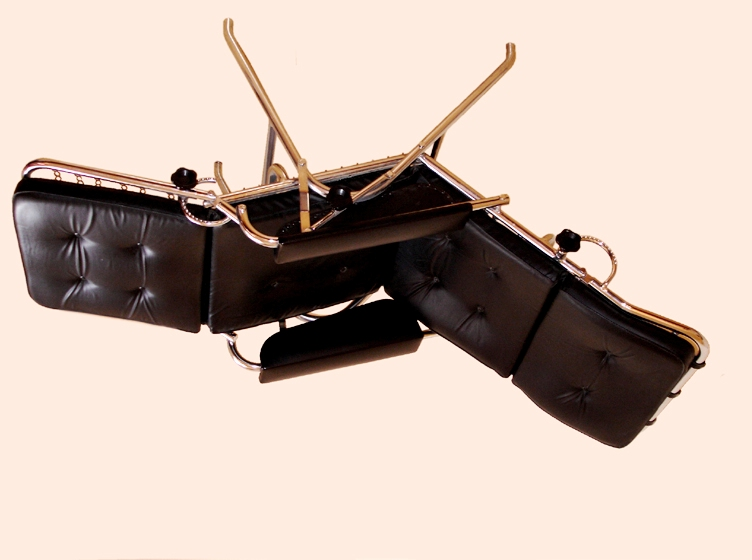
Thonet-Stuhl in Stahlrohrbauweise (1964), entworfen von Hans Luckhardt

Das Thonet-Museum im hessischen Frankenberg zeigt eine Ausstellung zum Lebenswerk von Michael Thonet und zu der Geschichte seiner Möbelfirma Gebrüder Thonet. Es befindet sich auf dem Firmengelände der heutigen Thonet GmbH und wird von Anke-Maria Thonet geleitet, die auch die Führungen übernimmt.

## Ausstellung

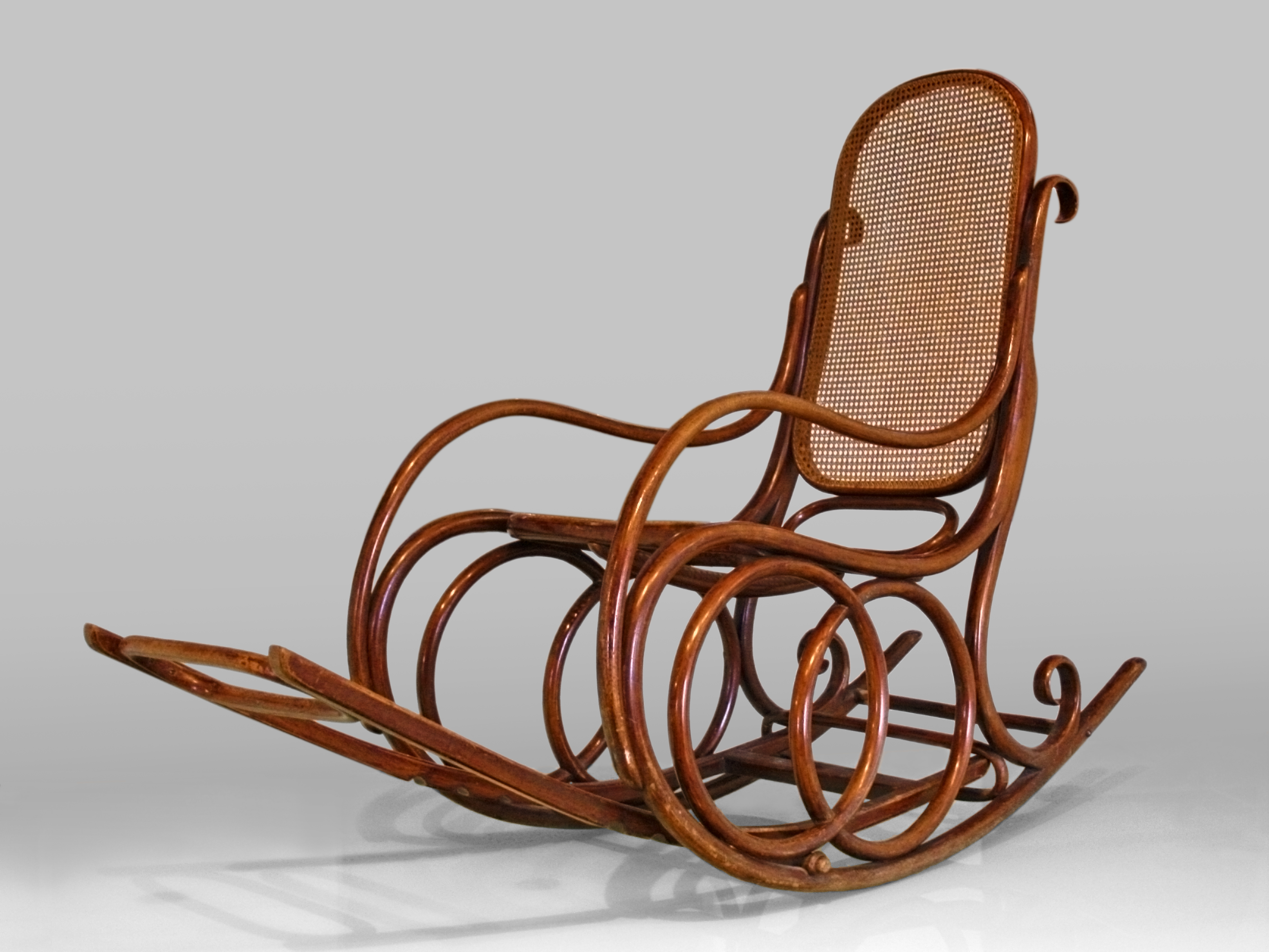
Schaukelstuhl aus gebogenem Holz

Die Exponate bestehen mehrheitlich aus Möbelstücken der Thonet-Produktion. Dabei werden von den ersten Bugholzmodellen bis hin zu Möbeln der Postmoderne Modelle verschiedener Zeitabschnitte gezeigt. Beispielsweise aus dem Umfeld des Bauhauses von Designern wie Mart Stam, Marcel Breuer, Le Corbusier oder Mies van der Rohe.
Auf der zweiten Etage finden sich des Weiteren Entwürfe von Adolf Loos, Josef Hoffmann, Otto Wagner, Hadi Teherani, Norman Foster und Stefan Diez. Das Museum beherbergt weltbekannte Ausstellungsstücke, wie etwa das Modell Nr. 14 oder den Kaffeehausstuhl Nr. 214.

## Geschichte
Zunächst bestand die firmeneigene Sammlung nur aus wenigen Ausstellungsstücken. Nach und nach kamen Exponate aus Frankenberg und dank des Urenkels Georg Thonet auch aus der gesamten Welt hinzu. 1989 wurde das Thonet-Museum zur 100-jährigen Gründung des Firmensitzes in Frankenberg eröffnet.